# Octobre 1942 (guerre mondiale)
Chronologie de la Seconde Guerre mondiale
Septembre 1942 - Octobre 1942 -  Novembre 1942
- 4 octobre :
  - Les commandos britanniques mènent un raid sur l'île Anglo-Normande de Sark, capturant un soldat allemand (Opération Basalt).

- 10 octobre :
  - Le résistant républicain espagnol, Domingo Tejero Pérez, membre de la MOI, décède des suites de ses blessures à la suite de son interrogatoire, à l’Hôpital Saint-Louis de Paris.

- 11 - 12 octobre :
  - Bataille du cap Espérance dans les Salomon

- 15 octobre :
  - À Stalingrad, les Allemands atteignent la Volga; la bataille leur semble gagnée. Source

- 16 octobre :
  - Création d'un comité de coordination des mouvements de Résistance zone sud en France.

- 18 octobre :
  - Hitler publie l'ordre Commando, ordonnant que tous les commandos capturés devront être exécutés immédiatement.

- 22 octobre :
  - L'âge de la conscription au Royaume-Uni est abaissé à 18 ans.

- 23 octobre :
  - La seconde bataille d'El Alamein commence par le bombardement allié massif des positions allemandes.

- 23 - 27 octobre :
  - Bataille des îles Santa Cruz dans les Salomon